# Obsjtina Teteven
Obsjtina Teteven (bulgariska: Община Тетевен) är en kommun i Bulgarien.   Den ligger i regionen Lovetj, i den centrala delen av landet, 80 km öster om huvudstaden Sofia.
Obsjtina Teteven delas in i:
- Bălgarski izvor
- Galata
- Glogovo
- Glozjene
- Goljam izvor
- Gradezjnitsa
- Ribaritsa
- Tjerni Vit
- Vasiljovo
- Babintsi

Följande samhällen finns i Obsjtina Teteven:
- Teteven

I omgivningarna runt Obsjtina Teteven växer i huvudsak lövfällande lövskog. Runt Obsjtina Teteven är det ganska glesbefolkat, med 32 invånare per kvadratkilometer.